# 亂戳
乱戳，又稱吆和五，是流傳於四川的紙骨牌遊戲，屬與十五湖類似的吃墩遊戲，湖北武汉也有，但規則略有不同。

## 牌具

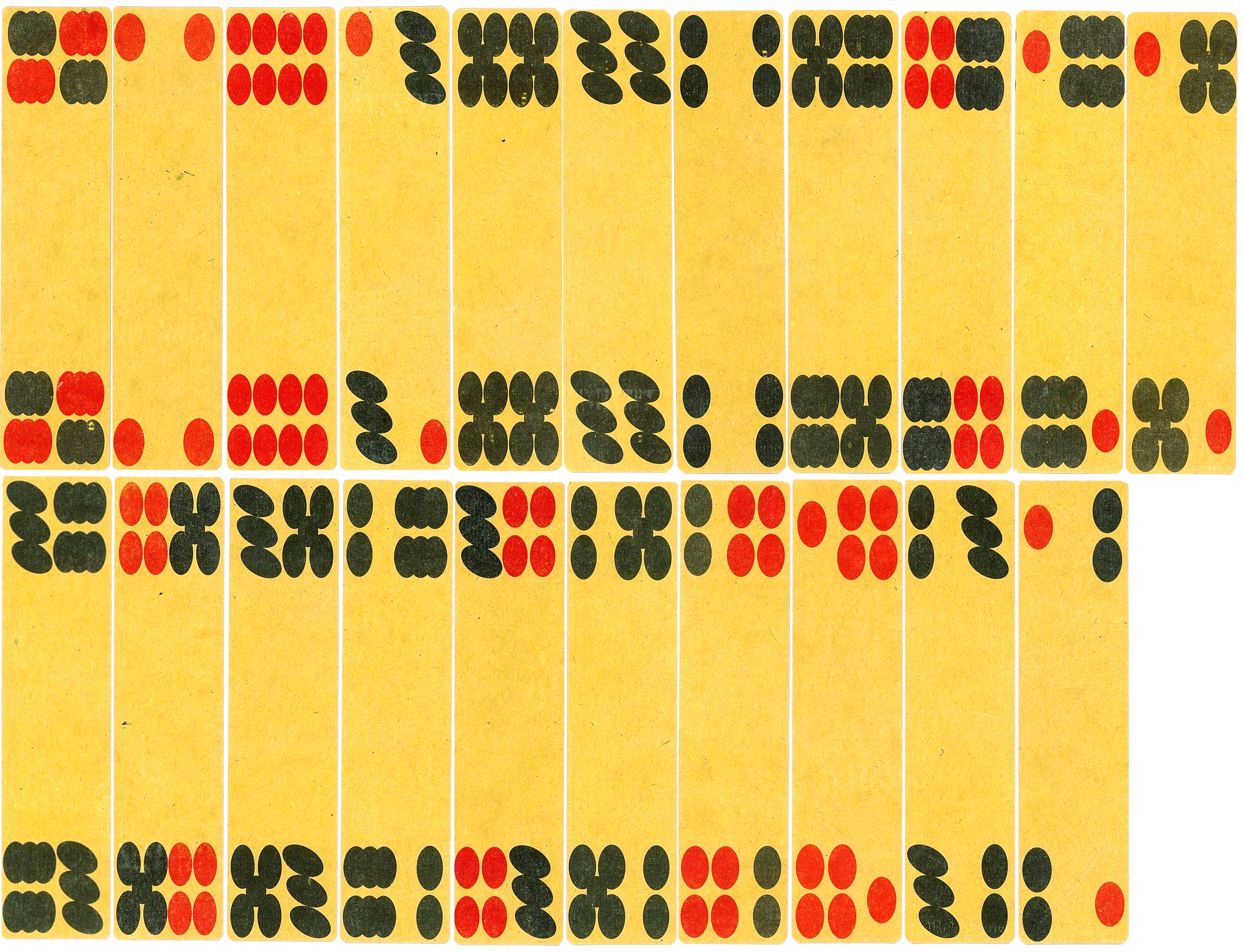
川牌

- 使用稱為川牌的紙骨牌，二十一樣式每種四張，共八十四張。

| 牌名\點式 | 6-6 | 1-1 | 4-4 | 1-3 | 5-5  | 3-3  | 2-2  | 5-6  | 4-6  | 1-6  | 1-5  | 3-6  | 4-5  | 3-5        | 2-6              | 3-4        | 2-5        | 2-4  | 1-4      | 2-3        | 1-2  |
| --------- | --- | --- | --- | --- | ---- | ---- | ---- | ---- | ---- | ---- | ---- | ---- | ---- | ---------- | ---------------- | ---------- | ---------- | ---- | -------- | ---------- | ---- |
| 四川長牌  | 天  | 地  | 人  | 和  | 梅子 | 長三 | 板凳 | 斧頭 | 四六 | 高腳 | 貓貓 | 黑九 | 紅九 | 歪八、三五 | 平八、正八、二六 | 紅七、三四 | 黑七、二五 | 二紅 | 紅五、么四 | 黑五、拐子 | 丁丁 |

## 牌規

### 流程
- 四人遊戲，一人休息，稱為作醒、吃公粮。
- 每人摸二十八張。如果起手牌没有6-6牌、4-5、或3-6牌，可以要求重新洗牌。如果手牌如果有1-2與2-4牌，可每兩張為一組放在桌上作為牌值。
- 頭家先引牌。每回合玩家選擇出單張、對子、三條、四條、或以下稱為連牌的特殊牌型。

| 牌型名 | 組合                |
| ------ | ------------------- |
| 天九   | 天牌、與總點數為9。 |
| 地八   | 地牌、與總點數為8。 |
| 人七   | 人牌、與總點數為7。 |
| 和五   | 和牌、與總點數為5。 |

- 引牌後，兩位玩家需出大過上家的同門、同數量的牌。大牌者下回合作引牌。無可贏得上家牌，墊任何牌。
- 四門的大小如下。5-5、3-3、2-2牌視為同大小，總稱為中山；1-5、1-6、4-6、5-6牌視為同大小，總稱為下濫。
  - 主牌：天牌〉地牌〉人牌〉和牌〉中山〉下烂。
  - 黑牌：3-6〉2-6=3-5〉2-5〉2-3牌。
  - 红牌：4-5〉3-4〉1-4牌。
  - 连牌：天九〉地八〉人七〉和五。
- 連牌可一次出同組、或不同組的數組牌，下家要大過需出同樣組數、能大過各組的組合。
- 累積到已達十五墩時，就可宣布勝利，當下局莊家，或繼續出完牌。[3][2]

### 牌值
- 一組1-2與2-4牌為2胡，每多一組再多1胡。
- 十五墩起为1胡，每多一墩再多1胡；二十一张墩起為8胡，每多一墩再多1胡。
- 二十一墩，加一番，每多兩墩再加一番。
- 紅牌、天牌、地牌、人牌、和牌贏墩，每三條增一番、每四條增兩番。[3][2]